# Бетера
Бетера (шп. Bétera) град је у Шпанији у аутономној заједници Валенсијанска Заједница у покрајини Валенсија. Према процени из 2017. у граду је живело 22 696 становника.

## Становништво
Према процени, у граду је 2017. живело 22 696 становника.
| 1991. | 2000.  | 2011.  | 2017.  |
| ----- | ------ | ------ | ------ |
| 9.441 | 13.885 | 21.815 | 22.696 |

## Партнерски градови
- Pont-Saint-Martin